# Petermann-Denkmal

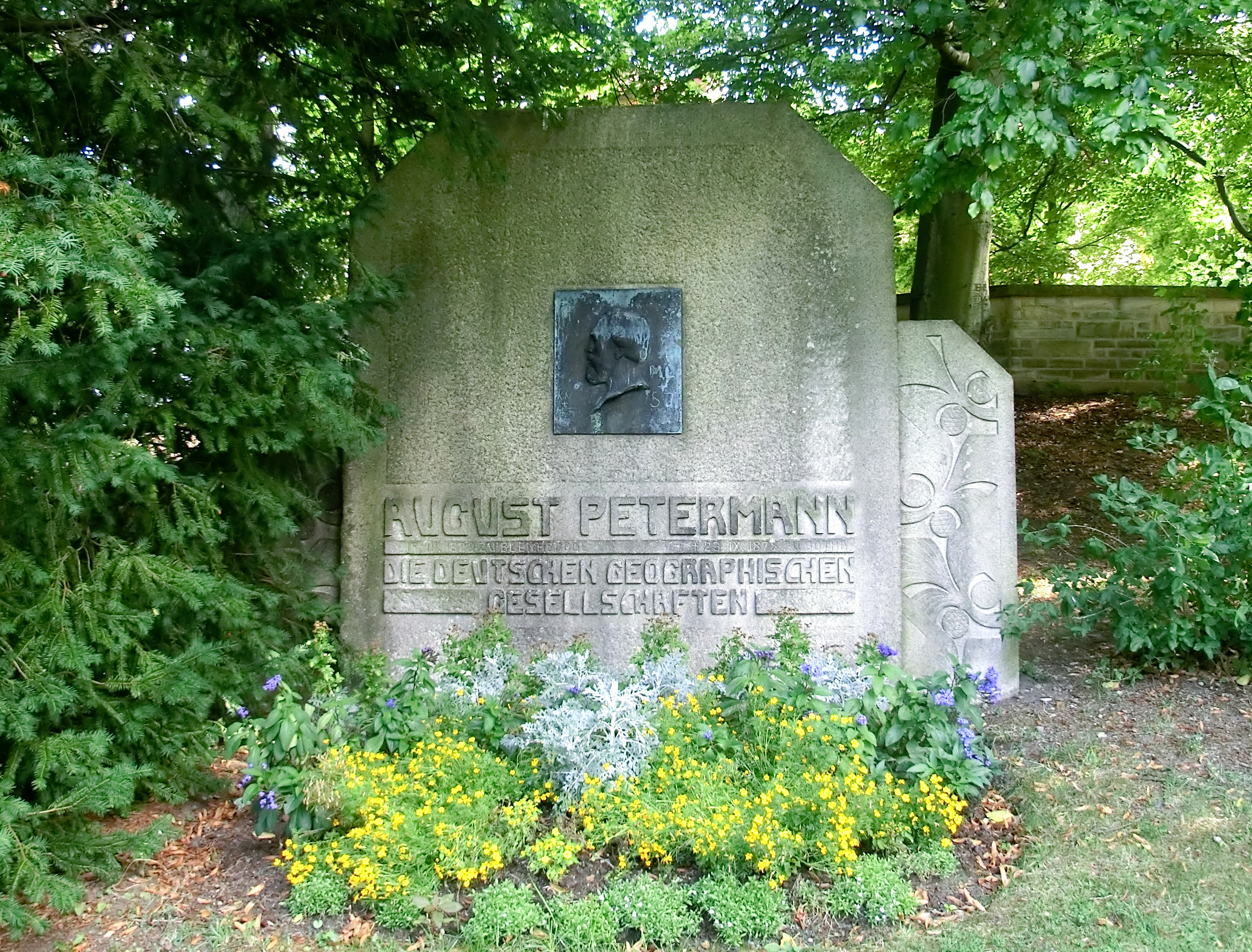
Das Petermann-Denkmal

Das Petermann-Denkmal in Gotha (Thüringen) ist ein Gedenkstein für den Geographen August Petermann im Schlosspark Gotha.

## Geschichte
August Petermann galt schon zu Lebzeiten als hervorragender, international hoch angesehener Kartograph. Als Herausgeber von Mittheilungen aus Justus Perthes’ geographischer Anstalt über wichtige neue Erforschungen auf dem Gesammtgebiete der Geographie von Dr. A. Petermann informierte er regelmäßig über Verlauf und Ergebnisse von Expeditionen in bisher unzugängliche Gebiete in aller Welt. Einen Schwerpunkt seines Interesses bildete die Nordpolarregion.
Nach dem Freitod Petermanns 1878 erging auf Initiative des Justus-Perthes-Verlages ein Aufruf an die deutschen geographischen Gesellschaften, ein Denkmal für den verdienstvollen Kartographen zu stiften. Bis zu dessen Realisierung vergingen jedoch rund drei Jahrzehnte. Das vom Bildhauer Max Hoene aus München geschaffene und 1909 eingeweihte Denkmal steht neben dem Teeschlösschen oberhalb der Orangerie. Direkt vor ihm führt der August-Petermann-Weg vorbei.